# برونشیت

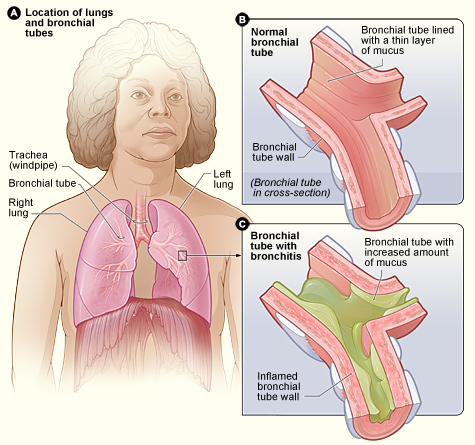
محل ریه و لوله‌های برونشیت

برونشیت یا نایژه‌آماس (به انگلیسی: bronchitis) به التهاب نایژه‌ها در شش گفته می‌شود. این عارضه در اثر تورم نای یا نایژک‌ها بروز می‌کند و به علت عفونت توسط باکتری‌ها و ویروس‌ها یا در اثر تحریکاتی مانند هوای آلوده و سیگار کشیدن و همچنین مواجهات شغلی سیستم تنفس با فلز کادمیوم (به شکل مزمن) ایجاد می‌شود.
برونشیت حاد یا مزمن، نما و تظاهراتی متفاوت دارد. هنگامی که نایژه‌ها ملتهب می‌شوند، معمولاً انسداد نسبی راه تنفسی، سرفه و ترشح خلط رخ می‌دهد. در برونشیت حاد معمولاً سرفه‌ها به مدت سه هفته به طول می‌انجامد.
در بیش از ۹۰ درصد موارد علت بیماری بیماری ویروسی است؛ هرچند در موارد کمی هم این بیماری به دلیل آلودگی شدید هوا و وجود گرد و غبار بروز می‌کند.
درمان این بیماری عموماً شامل استراحت، استامینوفن و داروهای ضدالتهاب غیراستروئیدی می‌شود.
نای (تراکه‌آ) به دو شاخه راست و چپ تقسیم می‌شود که این شاخه‌ها نایژه (برونش) نامیده می‌شود. نایژه راست ۲/۵ سانتی‌متر طول دارد و وارد شش راست می‌شود. نایژه چپ ۵ سانتی‌متر طول دارد و وارد شش چپ می‌شود. نایژه‌ها در داخل شش‌ها به شاخه‌های کوچکتری به نام نایژک (برونشیول) تقسیم می‌شوند. شش راست از ۳ لخته (لوب) و شش چپ از ۲ لخته تشکیل شده‌است. نایژک‌ها در شش‌ها به حفره‌های هوایی کوچکی به نام آلوئول ختم می‌شوند.
برونشیت حاد یکی از شایع‌ترین بیماری‌های جهان است. حدود ۵ درصد بزرگسالان و ۶ درصد کودکان حداقل یکبار در سال دچار این بیماری می‌شوند. در سال ۲۰۱۳ نزدیک به سه میلیون نفر در جهان بر اثر این بیماری جان خود را از دست دادند.

## برونشیت حاد
برونشیت حاد شروعی ناگهانی دارد و برای مدت کوتاهی باقی می‌ماند. معمولاً عواملی مانند ویروسها، باکتریها، قارچها، مواد شیمیایی (مانند استنشاق آمونیاک) و سایر علل می‌توانند باعث برونشیت حاد شوند. بسیاری اوقات برونشیت تنها نیست بلکه با التهاب سایر بخش‌های برونشیت مانند عفونت ریوی (پنومونی)، التهاب نایژک‌ها (برونشیولیت) و دیگر موارد همراه است از این‌رو علائم و درمانی مشابه پنومونی دارد.
در مواردی که عامل بیماری‌زا ویروس باشد (مانند ویروس سرماخوردگی) درمان آنتی‌بیوتیکی کارایی ندارد و فقط علائم بیماری مانند سرفه، تب و خس‌خس سینه را می‌توان با داروهایی مانند آنتی هیستامین، گشادکننده برونش و استامینوفن درمان نمود. برونشیت حاد ویروسی حتی بدون درمان هم دوره‌ای کوتاهتر از یک هفته دارد.

### تشخیص
برونشیت حاد را معمولاً می‌توان از روی علائم آن شناسایی نمود.

### درمان
عدم استعمال دخانیات، به ویژه سیگار، و همچنین شستشوی مداوم دست‌ها از راهکارهای پیشگیری این بیماری هستند.
درمان این بیماری عموماً شامل استراحت، استامینوفن و داروهای ضدالتهاب غیراستروئیدی می‌شود.
داروهای سرفه معمولاً برای کودکان زیر ۶ سال توصیه نمی‌شوند.

## برونشیت مزمن
برونشیت مزمن که اغلب ناشی از استعمال سیگار، آلودگی هوا و علل شغلی است همراه با از دست رفتن قابلیت ارتجاعی حبابچه‌های هوایی شش (آمفیزم) جزو بیماری‌های مزمن انسدادی ریه (COPD) طبقه‌بندی می‌شود. COPD دارای سه زیر مجموعه است: آمفیزم، برونشیت مزمن و بیماری مجاری هوایی کوچک (SAD). مواد اعتیاد آوری مانند سیگار، تریاک، حشیش، شیشه، هروئین و… که به صورت تدخینی یا کشیدنی مصرف می‌شوند حاوی گازهای سمی و خطرناکی همچون مونواکسید کربن بوده و مصرف طولانی مدت آن‌ها باعث تخریب بافت ریه و افزایش احتمال ابتلا به برونشیت می‌شود.